# Filme experimental
Filme experimental ou cinema experimental é um termo que abrange diversos estilos cinematográficos que têm em comum o fato de se diferenciar, e muitas vezes de se opôr, às práticas e ao estilo do cinema dito comercial ou industrial. Nos anos 1920 era mais comum o termo "cinema de vanguarda", por sua relação com as vanguardas artísticas do início do século XX, especialmente na França e Alemanha. Já nos anos 1960, falava-se em "cinema underground" (que no Brasil gerou a corruptela "udigrudi"), como referência ao movimento artístico novaiorquino do período. Hoje prevalece o termo "cinema experimental" pela constatação de que é possível realizar filmes experimentais sem a presença de qualquer movimento de vanguarda no campo cultural.
Ainda que o termo "experimental" abranja um universo muito grande de práticas, um "filme experimental" é geralmente caracterizado pela ausência de narrativa linear, o uso de técnicas variadas de abstração (fora de foco, pintura ou raspagem direta sobre a película, montagem extremamente rápida), o uso de som não diegético ou mesmo a ausência de som na trilha sonora.
O objetivo, muitas vezes, é colocar o espectador em uma relação mais ativa e mais reflexiva com o filme. Pelo menos durante os anos 1960, mas também depois disso, muitos filmes experimentais tomaram uma postura de oposição à cultura dominante. Muitos destes filmes foram feitos com orçamentos muito baixos, geralmente autofinanciados ou através de pequenas subvenções, com equipes mínimas que muitas vezes não passavam do próprio realizador.
Já foi dito que, a partir de certo ponto, filmes experimentais deixaram de ser "experimentais", tornando-se de fato um novo gênero, já que é justamente o uso de alguns recursos típicos - tais como a forma não-narrativa, abordagens impressionistas ou poéticas - que define o que geralmente se entende por "experimental".